# Serguei Movsessian
Serguei Movsessian (en rus: Сергей Мовсесян, en armeni: Սերգեյ Մովսեսյան), (Tbilisi, RSS de Geòrgia, 3 de novembre de 1978), és un jugador d'escacs armeni i eslovac, que té el títol de Gran Mestre des de 1997.
Va viure a Armènia (el país del seu pare) fins a l'adolescència, i posteriorment es va traslladar a Eslovàquia, país del qual té la nacionalitat. Movsessian ha jugat molts anys representant Eslovàquia, però des de les darreries de 2010 torna a representar la federació armènia.
A la llista d'Elo de la FIDE del novembre de 2022, hi tenia un Elo de 2624 punts, cosa que en feia el jugador número 5 (en actiu) d'Armènia, i el 143è millor jugador al rànquing mundial. El seu màxim Elo va ser de 2751 punts, a la llista de gener de 2009 (posició 11 al rànquing mundial).

## Resultats destacats en competició
El 1998 es proclamà Campió de la República Txeca. El 1999 va assolir els quarts de final del Campionat del món d'escacs a Las Vegas, però hi va perdre contra en Vladímir Akopian, 1.5-2.5. Els anys 2002 i 2007 es proclamà campió d'Eslovàquia.
Ha guanyat els torneigs internacionals de Sarajevo (2002 i 2007), el torneig Czech Coal Carlsbad a Karlovy Vary de 2007, el Memorial Mikhaïl Txigorin de Sant Petersburg de 2007 i el torneig-B del Torneig d'escacs Corus el 2008, un punt sencer per damunt de Nigel Short i Etienne Bacrot. Movsessian va creuar la barrera dels 2700 punts Elo el juliol de 2008.
L'any següent, el 2009, va jugar al torneig principal del Tata Steel, i hi acabà segon, empatat a punts amb Levon Aronian i Teimur Radjàbov, mig punt per sota del campió, Serguei Kariakin. El gener de 2011, fou tercer al Torneig de Cap d'Any de Reggio Emilia, un Categoria XVIII, amb 5/9 punts (+1 -0 =8), rere Vugar Gaixímov i Paco Vallejo. El juny de 2011 va jugar un matx a Praga contra David Navara, que va perdre (+0 -1 =5).
Entre l'agost i el setembre de 2011 participà en la Copa del món de 2011, a Khanti-Mansisk, un torneig del cicle classificatori pel Campionat del món de 2013, i hi tingué una raonable actuació; avançà fins a la segona ronda, quan fou eliminat per Judit Polgár (½-1½). Fou setè al Campionat d'Europa d'escacs individual de 2013 a Legnica, Polònia, empatat amb altres jugadors amb 8 punts d'11 possibles (el campió fou Oleksandr Moissèienko).

## Vida privada
Movsessian, que parla amb fluïdesa vuit idiomes, està casat amb la Gran Mestre Femení (WGM) Petra Krupkova.

## Llibres
- Movsessian, Serguei; Klima, Lukas. Czech Open: Pardubice Phenomenon.  Caissa Hongria, 2009. ISBN 978-80-86725-08-6.